# Вілайпхоне Вонгпхачанх
Вілайпхоне Вонгпхачанх (26 квітня 1989) — лаоська плавчиня.
Учасниця Олімпійських Ігор 2004, 2008 років.